# Helena Baumeister

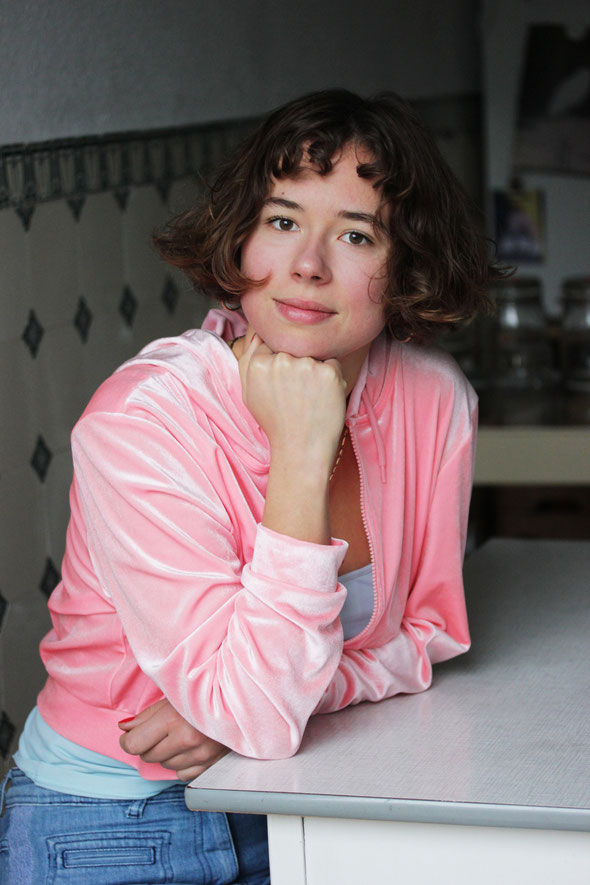
Porträt von Helena Baumeister, fotografiert von Godje Loof

Helena Baumeister (* 1998 in Frankfurt am Main) ist eine deutsche Comic-Künstlerin.

## Leben und Wirken
Baumeister, geboren 1998 in Frankfurt am Main, studierte Illustration an der Hochschule für Angewandte Wissenschaften in Hamburg, wirkte über mehrere Jahre im Leitungsteam des Comicfestival Hamburg mit und verlegte einige Zines.
Während der Coronapandemie begann Baumeister das Onlinedating, ihre Erfahrungen mündeten in ihrem Debütcomic oh cupid, für den sie 2021 den Hamburger Literaturpreis als „Bester Comic“ erhielt. Nachdem der Comic im März 2023 im avant-verlag neu aufgelegt wurde, wurde er zusätzlich 2023 mit dem Peng! in München als „Bester deutschsprachiger Comic“ ausgezeichnet.
In der auf die Auszeichnung folgenden Berichterstattung wurde ihr Comic in zahlreichen überregionalen Medien (Tagesspiegel, SWR, tageszeitung, fluter, Deutschlandfunk, taz) lobend besprochen. Häufig wurde dabei insbesondere der offene und feinfühlige Umgang Baumeisters mit der Materie und die künstlerische Umsetzung hervorgehoben.

## Werke
- oh cupid. Avant 2023, ISBN 978-3-96445-084-5